# Timarcha recticollis
Timarcha recticollis es una especie de insecto coleóptero de la familia Chrysomelidae.
Fue descrita científicamente en 1891 por Fairmaire.